# Gere Jenő
Gere Jenő (1919 –?) magyar nemzetközi labdarúgó-játékvezető.

## Pályafutása

### Nemzetközi játékvezetés
A Magyar Labdarúgó-szövetség Játékvezető Bizottsága (JB) 1963-ban terjesztette fel nemzetközi játékvezetőnek, a Nemzetközi Labdarúgó-szövetség (FIFA) bíróinak keretébe. Több válogatott és nemzetközi klubmérkőzést vezetett, vagy működő társának partbíróként segített. Az aktív nemzetközi játékvezetéstől 1965-ben búcsúzott. Válogatott mérkőzéseinek száma: 1.

#### Nemzetközi kupamérkőzések

##### Interkontinentális kupa
| Időpont              | Helyszín                        | Mérkőzés típusa        | Mérkőzés                                             | Eredmény | Nézők száma |
| -------------------- | ------------------------------- | ---------------------- | ---------------------------------------------------- | -------- | ----------- |
| 1964. szeptember 23. | Giuseppe-Meazza Stadion, Milánó | döntő második mérkőzés | FC Internazionale Milano–CA Independiente (argentin) | 2 : 0    | 50 164      |